# Katie Boulter
Katie Charlotte Boulter (Leicester, 1 de agosto de 1996) es una tenista británica. Actualmente ocupa la posición no. 40° del Ranking WTA y es la no.1 de Reino Unido. 
Entró en el top100 por primera vez en su carrera en octubre de 2018, con 22 años.
Hasta la fecha, Katie ha ganado 3 títulos WTA en individual además de 7 títulos singles y 4 dobles en el circuito ITF. 
Desde el 2021 se encuentra en pareja del tenista Alex De Miñaur. El 23 de diciembre del 2024 anunciaron su compromiso. 

## Carrera profesional

### 2024: Título WTA 500 y top 25
Boulter formó parte del equipo británico para la United Cup de 2024 junto a Cameron Norrie. Derrotó a Jessica Pegula en la fase de todos contra todos, pero el equipo fue eliminado antes de la fase eliminatoria.
Llegó a la segunda ronda del Abierto de Australia, tras lograr una victoria sobre Yue Yuan , pero perdió ante la duodécima cabeza de serie y eventual subcampeona Zheng Qinwen. Boulter disputó el Torneo de Linz 2024, donde derrotó a Jasmine Paolini, sexta cabeza de serie,  antes de perder ante Anastasia Pavlyuchenkova en segunda ronda.
En el Torneo de San Diego 2024, derrotó a Lesia Tsurenko, a la segunda cabeza de serie Beatriz Haddad Maia, a la séptima cabeza de serie Donna Vekić,  y a la tercera cabeza de serie Emma Navarro para alcanzar su primera final WTA 500.  En la final, derrotó a la sexta cabeza de serie Marta Kostyuk, logrando su primer título en este nivel y llevando su clasificación al top 30. 
En abril, Boulter ayudó a Reino Unido a ganar 3-1 en un partido fuera de casa contra Francia, clasificándose así a la final de la Copa Billie Jean King. Tras perder contra Diane Parry por 2-6 y 0-6 en el primer día, Boulter derrotó a Clara Burel por 7-5 y 6-0 en el partido inaugural del segundo día, logrando así su primera victoria en el Tour sobre tierra batida.
En junio, retuvo su título del Torneo de Nottingham 2024, venciendo a Emma Raducanu en las semifinales y luego a Karolína Plíšková en la final el mismo día del torneo que se vio gravemente afectado por el mal tiempo.
Por primera vez en su carrera, Boulter fue cabeza de serie en individuales en el  Campeonato de Wimbledon, donde derrotó a Tatjana Maria en dos sets, pero luego perdió ante su compatriota británica Harriet Dart en la segunda ronda, por 8-10 en el tiebreak del tercer set. 
Boulter perdió en la primera ronda de individuales en los Juegos Olímpicos de París, cayendo en sets seguidos ante Anna Karolína Schmiedlová. Junto a Heather Watson, llegó a los cuartos de final de dobles, derrotando al dúo brasileño sexto cabeza de serie Beatriz Haddad Maia y Luisa Stefani en la segunda ronda, antes de perder ante las terceras cabezas de serie y eventuales medallistas de oro Sara Errani y Jasmine Paolini de Italia. 
En su primer torneo después de los Juegos Olímpicos, Boulter alcanzó la tercera ronda del Masters de Canadá por primera vez en su carrera con victorias sobre Bernarda Pera y la 13ª cabeza de serie Beatriz Haddad Maia para prepararse para un encuentro con la segunda cabeza de serie Aryna Sabalenka que perdió por doble 3-6. Como cabeza de serie número 31, derrotó a Aliaksandra Sasnovich en la primera ronda del Abierto de Estados Unidos, antes de perder su siguiente partido ante Jéssica Bouzas Maneiro. 
Cómo novena cabeza de serie en el Abierto Pan Pacific, derrotó a la clasificada Priscilla Hon,  a la lucky loser Kyōka Okamura  y a Bianca Andreescu para llegar a las semifinales donde perdió ante Sofia Kenin. En el Torneo de Hong Kong, donde fue segunda cabeza de serie, Boulter derrotó a Aoi Ito, Wang Xiyu, Anastasia Zakharova y a la sexta cabeza de serie Yue Yuan para llegar a su tercera final del año, que perdió ante la primera cabeza de serie Diana Shnaider. A pesar de la derrota, Boulter entró en el top 25 del mundo por primera vez, alcanzando el puesto número 23 en el ranking de la WTA. 
En la final de la Copa Billie Jean King en España, Boulter derrotó a Laura Siegemund en sets seguidos para sellar la victoria de Reino Unido en la primera ronda sobre Alemania. Luego superó a Leylah Fernandez, eliminando así a las campeonas defensoras Canadá para llegar a las semifinales, donde enfrentó a Eslovaquia, Boulter perdió ante Rebecca Šramková en tres sets y Reino Unido fue derrotada por 2-1.
2025: Cuartos de final de la Copa United
Boulter inició la temporada en la United Cup 2025, representando a Reino Unido donde derrotó a Nadia Podoroska y luego en dobles mixtos junto a Charles Broom para superar a la pareja argentina, María Lourdes Carlé y Tomás Martín Etcheverry para ganar su primer partido de grupo contra Argentina.Luego derrotó a la australiana Olivia Gadecki que sirvió para  avanzar a los cuartos de final como ganadora del grupo,donde fueron eliminados por Polonia con Boulter perdiendo ante la no.2 del mundo, Iga Świątek en tres sets.
Como cabeza de serie no. 22 en el Abierto de Australia, derrotó a Rebecca Marino en su debut pero perdió en su siguiente partido ante Veronika Kudermetova en la segunda ronda. Boulter estuvo fuera con una lesión en el pie durante todo el mes de febrero, perdiéndose los eventos de la WTA 1000 en Qatar y Dubai, volviendo a la acción competitiva en marzo en el Masters de Indian Wells donde, después de recibir un bye en la primera ronda, derrotó Irina-Camelia Begu antes de perder ante la séptima cabeza de serie Elena Rybakina en la tercera ronda. En el Masters de Miami, Boulter fue derrotado en la primera ronda por la local Peyton Stearns.
En abril, derrotó a Tatjana Maria para que Reino Unido superará a Alemania en su partido inaugural en la ronda de clasificación de la Copa Billie Jean King de 2025 que se celebró en La Haya. Boulter perdió ante Suzan Lamens, antes de formar equipo con Jodie Burrage para derrotar a Lamens y Demi Schuurs en los dobles decisivos para derrotar a la selección de los Países Bajos y asegurar un lugar en la final.

## Torneos individuales por año

#### 2023
| N.º | Fecha                    | Torneo                    | Categoría  | Superficie    | Ronda           |
| --- | ------------------------ | ------------------------- | ---------- | ------------- | --------------- |
| 1   | 7 de enero de 2023       | Sídney                    | ITF 01A    | Dura          | G               |
| 2   | 11 de enero de 2023      | Abierto de Australia      | Grand Slam | Dura          | Clasificatorios |
| 3   | 30 de enero de 2023      | Hua Hin                   | WTA 250    | Dura          | R32             |
| 4   | 28 de febrero de 2023    | Austin                    | WTA 250    | Dura          | R32             |
| 5   | 7 de marzo de 2023       | Indian Wells              | WTA 1000   | Dura          | Clasificatorios |
| 6   | 22 de marzo de 2023      | Maribor                   | W40 08A    | Dura          | R32             |
| 7   | 29 de marzo de 2023      | Francia                   | ITF 08A    | Dura          | OF              |
| 8   | 7 de mayo de 2023        | Japón                     | ITF 07A    | Dura          | F               |
| 9   | 14 de mayo de 2023       | Japón                     | ITF 08A    | Dura          | F               |
| 10  | 24 de mayo de 2023       | Roland Garros             | Grand Slam | Tierra batida | Clasificatorios |
| 11  | 10 de junio de 2023      | Gran Bretaña              | ITF 09A    | Dura          | SF              |
| 12  | 18 de junio de 2023      | Nottingham                | WTA 250    | Hierba        | G               |
| 13  | 20 de junio de 2023      | Birmingham                | WTA 250    | Hierba        | R32             |
| 14  | 27 de junio de 2023      | Eastbourne                | WTA 500    | Hierba        | R32             |
| 15  | 8 de julio de 2023       | Wimbledon                 | Grand Slam | Hierba        | 3R              |
| 16  | 30 de julio de 2023      | Washigton                 | WTA 500    | Dura          | Clasificatorios |
| 17  | 9 de agosto de 2023      | Montreal                  | WTA 1000   | Dura          | R32             |
| 18  | 12 de agosto de 2023     | Cincinnati                | WTA 1000   | Dura          | Clasificatorios |
| 19  | 3 de septiembre de 2023  | Abierto de Estados Unidos | Grand Slam | Dura          | 3R              |
| 20  | 25 de septiembre de 2023 | Ningbo                    | WTA 500    | Dura          | R32             |
| 21  | 3 de octubre de 2023     | Pekín                     | WTA 1000   | Dura          | R32             |
| 22  | 9 de octubre de 2023     | Seúl                      | WTA 250    | Dura          | R32             |

#### 2024
| N.º | Fecha                    | Torneo                    | Categoría        | Superficie    | Ronda |
| --- | ------------------------ | ------------------------- | ---------------- | ------------- | ----- |
| 1   | 8 de enero de 2024       | Adelaida                  | WTA 500          | Dura          | R32   |
| 2   | 18 de enero de 2024      | Abierto de Australia      | Grand Slam       | Dura          | 2R    |
| 3   | 31 de enero de 2024      | Linz                      | WTA 500          | Dura          | OF    |
| 4   | 4 de marzo de 2024       | San Diego                 | WTA 500          | Dura          | G     |
| 5   | 6 de marzo de 2024       | Indian Wells              | WTA 1000         | Dura          | R128  |
| 6   | 25 de marzo de 2024      | Miami                     | WTA 1000         | Dura          | OF    |
| 7   | 26 de abril de 2024      | Madrid                    | WTA 1000         | Tierra batida | R64   |
| 8   | 10 de mayo de 2024       | Roma                      | WTA 1000         | Tierra batida | R64   |
| 9   | 17 de mayo de 2024       | París                     | WTA 125K         | Tierra batida | CF    |
| 10  | 28 de mayo de 2024       | Roland Garros             | Grand Slam       | Tierra batida | 1R    |
| 11  | 16 de junio de 2024      | Nottingham                | WTA 250          | Hierba        | G     |
| 12  | 18 de junio de 2024      | Birmingham                | WTA 250          | Hierba        | R32   |
| 13  | 27 de junio de 2024      | Eastbourne                | WTA 500          | Hierba        | CF    |
| 14  | 4 de julio de 2024       | Wimbledon                 | Grand Slam       | Hierba        | 2R    |
| 15  | 28 de julio de 2024      | París                     | Juegos Olímpicos | Tierra batida | 1R    |
| 16  | 10 de agosto de 2024     | Toronto                   | WTA 1000         | Dura          | OF    |
| 17  | 14 de agosto de 2024     | Cincinnati                | WTA 1000         | Dura          | R64   |
| 18  | 29 de agosto de 2024     | Abierto de Estados Unidos | Grand Slam       | Dura          | 2R    |
| 19  | 29 de septiembre de 2024 | Pekín                     | WTA 1000         | Dura          | R32   |
| 20  | 8 de octubre de 2024     | Wuhan                     | WTA 1000         | Dura          | R64   |
| 21  | 17 de octubre de 2024    | Ningbo                    | WTA 500          | Dura          | OF    |
| 22  | 26 de octubre de 2024    | Tokio                     | WTA 500          | Dura          | SF    |
| 23  | 3 de noviembre de 2024   | Hong Kong                 | WTA 250          | Dura          | F     |

#### 2025
| N.º | Fecha               | Torneo               | Categoría  | Superficie | Ronda | Oponente             |
| --- | ------------------- | -------------------- | ---------- | ---------- | ----- | -------------------- |
| 1   | 16 de enero de 2025 | Abierto de Australia | Grand Slam | Dura       | 2R    | Veronika Kudermétova |

## Torneos de dobles por año

### Dobles femeninos

#### 2023
| N.º | Fecha                | Compañera         | Torneo                    | Categoría  | Superficie | Ronda |
| --- | -------------------- | ----------------- | ------------------------- | ---------- | ---------- | ----- |
| 1   | 31 de agosto de 2023 | Yúliya Putíntseva | Abierto de Estados Unidos | Grand Slam | Dura       | 1R    |

#### 2024
| N.º | Fecha                | Compañera           | Torneo                    | Categoría        | Superficie    | Ronda |
| --- | -------------------- | ------------------- | ------------------------- | ---------------- | ------------- | ----- |
| 1   | 18 de enero de 2024  | Petra Martić        | Abierto de Australia      | Grand Slam       | Dura          | 1R    |
| 2   | 27 de abril de 2024  | Markéta Vondroušová | Madrid                    | WTA 1000         | Tierra batida | OF    |
| 3   | 31 de mayo de 2024   | Heather Watson      | Roland Garros             | Grand Slam       | Tierra batida | 1R    |
| 4   | 1 de agosto de 2024  | Heather Watson      | París                     | Juegos Olímpicos | Tierra batida | CF    |
| 5   | 30 de agosto de 2024 | Anna Kalínskaya     | Abierto de Estados Unidos | Grand Slam       | Dura          | 2R    |

### Dobles mixtos

#### 2023
| N.º | Fecha              | Compañero      | Torneo    | Categoría  | Superficie | Ronda |
| --- | ------------------ | -------------- | --------- | ---------- | ---------- | ----- |
| 1   | 9 de julio de 2023 | Alex de Miñaur | Wimbledon | Grand Slam | Hierba     | OF    |

## Títulos WTA (3; 3+0)

### Inidivual (3)
| Leyenda              |
| -------------------- |
| Grand Slam (0)       |
| Juegos Olímpicos (0) |
| WTA Finals (0)       |
| WTA 1000 (0)         |
| WTA 500 (1)          |
| WTA 250 (2)          |

| N.º | Fecha               | Torneo     | Superficie | Oponente en la final | Resultado     |
| 1.  | 18 de junio de 2023 | Nottingham | Hierba     | Jodie Burrage        | 6-3, 6-3      |
| 2.  | 3 de marzo de 2024  | San Diego  | Dura       | Marta Kostyuk        | 5-7, 6-2, 6-2 |
| 3.  | 16 de junio de 2024 | Nottingham | Hierba     | Karolína Plíšková    | 4-6, 6-3, 6-2 |

#### Finalista (1)
| N.º | Fecha                  | Torneo    | Superficie | Oponente en la final | Resultado |
| --- | ---------------------- | --------- | ---------- | -------------------- | --------- |
| 1.  | 3 de noviembre de 2024 | Hong Kong | Dura       | Diana Shnaider       | 1-6, 2-6  |

## Títulos ITF

### Singles:5
| Leyenda             |
| ------------------- |
| Torneos de $100 000 |
| Torneos de $80 000  |
| Torneos de $60 000  |
| Torneos de $25 000  |
| Torneos de $15 000  |
| Torneos de $10 000  |

| Títulos por superficie |
| ---------------------- |
| Dura (4)               |
| Arcilla (0)            |
| Hierba (0)             |
| Alfombra (3)           |

| N.° | Fecha                 | Torneo                  | Superficie   | Adversario          | Puntuación          |
| --- | --------------------- | ----------------------- | ------------ | ------------------- | ------------------- |
| 1.  | 11 de mayo de 2014    | Sharm el-Sheikh, Egipto | Dura         | Eden Silva          | 4–6, 6–4, 7–5       |
| 2.  | 24 de abril de 2016   | Sharm el-Sheikh, Egipto | Dura         | Anastasia Pribylova | 4–6, 6–3, 7–5       |
| 3.  | 2 de abril de 2017    | Estambul, Turquía       | Dura (i)     | Ayla Aksu           | 6–3, 3–6, 6–3       |
| 4.  | 23 de abril de 2018   | Óbidos, Portugal        | Alfombra     | Urszula Radwańska   | 4–6, 6–3, 6–3       |
| 5.  | 13 de mayo de 2018    | Fukuoka, Japón          | Alfombra (i) | Ksenia Lykina       | 5–7, 6–4, 6–2       |
| 6.  | 13 de febrero de 2022 | Grenoble, Francia       | Dura (i)     | Anna Blinkova       | 7–6(2), 6–7(6), 6–2 |
| 7.  | 7 de enero de 2023    | Canberra, Australia     | Alfombra     | Natsumi Kawaguchi   | w/o                 |